# Persone di nome Ludwig
| Questa pagina contiene informazioni ricavate automaticamente dalle voci biografiche con l'ausilio del template Bio e di un bot. L'aggiornamento è periodico e automatico e ricostruisce completamente la pagina. Se manca una persona in questa lista, sei pregato di non aggiungerla, ma accertati piuttosto che la sua voce biografica contenga il template Bio e che i dati anagrafici siano correttamente compilati. Se il template Bio manca, inseriscilo tu stesso o, in alternativa, metti l'avviso {{tmp\|Bio}} che ne segnala la mancanza. Se i dati riportati sono sbagliati, correggi direttamente la voce biografica; le modifiche saranno visibili in questa lista entro pochi giorni. Per chiarimenti vedi il progetto antroponimi. La lista contiene solo le 295 persone che sono citate nell'enciclopedia e per le quali è stato implementato correttamente il template Bio. Pagina aggiornata al 6 ago 2025. |

Questa è una lista di persone presenti nell'enciclopedia che hanno il nome Ludwig, suddivise per attività principale.

## Allenatori di calcio(1)
- Ludwig Ernstsson, allenatore di calcio e ex calciatore svedese (Växjö, n. 1972)

## Alpinisti(8)
- Ludwig Bogner, alpinista tedesco (Traunstein, n. 1901 - Traunstein, † 1974)
- Ludwig Chicken, alpinista e medico austriaco (Klagenfurt, n. 1915 - Bressanone, † 2011)
- Ludwig Distel, alpinista e insegnante tedesco (Norimberga, n. 1874 - Kiefersfelden, † 1958)
- Ludwig Norman-Neruda, alpinista e pittore inglese (Stoccolma, n. 1864 - Ortisei, † 1898)
- Ludwig Obersteiner, alpinista e avvocato austriaco (Graz, n. 1899 - Graz, † 1946)
- Ludwig Purtscheller, alpinista austriaco (Innsbruck, n. 1849 - Berna, † 1900)
- Ludwig Schmaderer, alpinista e sportivo tedesco (Monaco di Baviera, n. 1913 - Dabo in Tibet, † 1945)
- Ludwig Vörg, alpinista e militare tedesco (Monaco, n. 1911 - Unione Sovietica, † 1941)

## Ammiragli(3)
- Ludwig von Fautz, ammiraglio austriaco (Vienna, n. 1811 - Penzing, † 1880)
- Ludwig von Henk, ammiraglio e politico tedesco (Anklam, n. 1820 - Berlino, † 1894)
- Ludwig von Reuter, ammiraglio tedesco (Guben, n. 1869 - Potsdam, † 1943)

## Anatomisti(1)
- Ludwig Edinger, anatomista e neurologo tedesco (Worms, n. 1855 - Francoforte, † 1918)

## Aracnologi(1)
- Ludwig Carl Christian Koch, aracnologo tedesco (Ratisbona, n. 1825 - Norimberga, † 1908)

## Archeologi(4)
- Ludwig Borchardt, archeologo tedesco (Berlino, n. 1863 - Parigi, † 1938)
- Ludwig Curtius, archeologo tedesco (Augusta, n. 1874 - Roma, † 1954)
- Ludwig Pollak, archeologo e mercante d'arte austro-ungarico (Praga, n. 1868 - Campo di concentramento di Auschwitz, † 1943)
- Ludwig von Sybel, archeologo tedesco (Marburgo, n. 1846 - Marburgo, † 1929)

## Architetti(6)
- Ludwig Charlemagne, architetto russo (n. 1784 - San Pietroburgo, † 1845)
- Ludwig Förster, architetto austriaco (Bayreuth, n. 1797 - Bad Gleichenberg, † 1863)
- Ludwig Hilberseimer, architetto e urbanista tedesco (Karlsruhe, n. 1885 - Chicago, † 1967)
- Ludwig Hohlwein, architetto, pittore e illustratore tedesco (Wiesbaden, n. 1874 - Berchtesgaden, † 1949)
- Ludwig Lange, architetto tedesco (Darmstadt, n. 1808 - Monaco di Baviera, † 1868)
- Ludwig Mies van der Rohe, architetto e designer tedesco (Aquisgrana, n. 1886 - Chicago, † 1969)

## Arcivescovi cattolici(2)
- Ludwig Averkamp, arcivescovo cattolico tedesco (Velen, n. 1927 - Amburgo, † 2013)
- Ludwig Schick, arcivescovo cattolico tedesco (Marburgo, n. 1949)

## Arcivescovi luterani(1)
- Ludwig Ernst von Borowski, arcivescovo luterano tedesco (Königsberg, n. 1740 - Königsberg, † 1831)

## Artisti(2)
- Ludwig Moser, artista austriaco (n. 1833 - † 1916)
- Ludwig Wilding, artista tedesco (Grünstadt, n. 1927 - Buchholz in der Nordheide, † 2010)

## Astronomi(1)
- Ludwig Biermann, astronomo tedesco (Hamm, n. 1907 - Monaco di Baviera, † 1986)

## Attori(6)
- Ludwig Blochberger, attore tedesco (Berlino Est, n. 1982)
- Ludwig Donath, attore austriaco (Vienna, n. 1900 - New York, † 1967)
- Ludwig Rex, attore tedesco (Berlino, n. 1888 - Londra, † 1979)
- Ludwig Simon, attore tedesco (Berlino, n. 1996)
- Ludwig Stössel, attore austriaco (Lockenhaus, n. 1883 - Los Angeles, † 1973)
- Ludwig Trautmann, attore, regista e produttore cinematografico tedesco (Dachsbach, n. 1885 - Berlino, † 1957)

## Attori teatrali(1)
- Ludwig Geyer, attore teatrale, poeta e pittore tedesco (Eisleben, n. 1779 - Dresda, † 1821)

## Aviatori(2)
- Ludwig Gaim, aviatore tedesco (Deggendorf, n. 1892 - Deggendorf, † 1979)
- Franz Stigler, aviatore tedesco (Amberg, n. 1915 - Vancouver, † 2008)

## Avvocati(2)
- Ludwig von Fischer, avvocato e politico svizzero (Bremgarten bei Bern, n. 1805 - Zollikofen, † 1884)
- Ludwig Minelli, avvocato svizzero (Zurigo, n. 1932)

## Biatleti(1)
- Ludwig Gredler, biatleta e fondista austriaco (Hall in Tirol, n. 1967)

## Biografi(1)
- Ludwig Bachmann, biografo e storico tedesco (Kulmbach, n. 1856 - Monaco, † 1937)

## Biologi(1)
- Ludwig von Bertalanffy, biologo austriaco (Vienna, n. 1901 - New York, † 1972)

## Bobbisti(1)
- Ludwig Siebert, bobbista tedesco (n. 1939 - Ohlstadt, † 2016)

## Botanici(5)
- Ludwig Beissner, botanico tedesco (Ludwigslust, n. 1843 - † 1927)
- Ludwig Karl Georg Pfeiffer, botanico e patologo tedesco (Kassel, n. 1805 - Kassel, † 1877)
- Ludwig Adolph Timotheus Radlkofer, botanico tedesco (Monaco di Baviera, n. 1829 - Monaco di Baviera, † 1927)
- Ludwig Riedel, botanico tedesco (Berlino, n. 1790 - Rio de Janeiro, † 1861)
- Ludwig Winter, botanico e architetto del paesaggio tedesco (Heidelberg, n. 1846 - Bad Nauheim, † 1912)

## Calciatori(22)
- Ludwig Bründl, ex calciatore tedesco occidentale (Monaco di Baviera, n. 1946)
- Ludwig Damminger, calciatore tedesco (Wörth am Rhein, n. 1913 - Jockgrim, † 1981)
- Ludwig Drescher, calciatore danese (Sønderborg, n. 1881 - Copenaghen, † 1917)
- Ludwig Durek, calciatore e allenatore di calcio austriaco (Vienna, n. 1921 - † 2000)
- Ludwig Gärtner, calciatore tedesco (Lorsch, n. 1919 - † 1995)
- Ludwig Goldbrunner, calciatore e allenatore di calcio tedesco (Monaco di Baviera, n. 1908 - Monaco di Baviera, † 1981)
- Ludwig Hofmann, calciatore tedesco (Monaco di Baviera, n. 1900 - Monaco di Baviera, † 1935)
- Ludwig Hofmeister, calciatore tedesco (Sünching, n. 1887 - Monaco di Baviera, † 1959)
- Ludwig Hussak, calciatore austriaco (Vienna, n. 1883 - † 1965)
- Ludwig Janda, calciatore e allenatore di calcio tedesco (Fürth, n. 1919 - Aschaffenburg, † 1981)
- Ludwig Jetzinger, calciatore austriaco (n. 1892 - † 1985)
- Ludwig Kögl, ex calciatore tedesco (Penzberg, n. 1966)
- Ludwig Lachner, calciatore tedesco (n. 1910 - † 2003)
- Ludwig Leinberger, calciatore tedesco (Norimberga, n. 1903 - Bad Pyrmont, † 1943)
- Ludwig Müller, calciatore tedesco (Haßfurt, n. 1941 - Haßfurt, † 2021)
- Ludwig Männer, calciatore tedesco (Norimberga, n. 1912 - † 2003)
- Ludwig Philipp, calciatore tedesco (n. 1889 - † 1964)
- Ludwig Pöhler, calciatore tedesco (Hameln, n. 1916 - † 1975)
- Ludwig Schuster, ex calciatore tedesco (Ludwigshafen am Rhein, n. 1951)
- Ludwig Weber, calciatore svizzero
- Ludwig Wenz, calciatore tedesco (n. 1906 - † 1968)
- Ludwig Wieder, calciatore tedesco (Norimberga, n. 1900 - Porta Westfalica, † 1977)

## Canoisti(1)
- Ludwig Landen, canoista tedesco (Colonia, n. 1908 - † 1985)

## Cantanti(1)
- Louis Neefs, cantante belga (Gierle, n. 1937 - Lier, † 1980)

## Cantori(1)
- Ludwig van Kempen, cantore fiammingo (n. 1304 - Avignone, † 1361)

## Cavalieri(1)
- Ludwig Stubbendorf, cavaliere tedesco (n. 1906 - † 1941)

## Chimici(6)
- Ludwig Anschütz, chimico tedesco (Bonn, n. 1889 - Würzburg, † 1954)
- Ludwig Darmstaedter, chimico e storico tedesco (Mannheim, n. 1846 - Berlino, † 1927)
- Ludwig Gattermann, chimico tedesco (Goslar, n. 1860 - Friburgo in Brisgovia, † 1920)
- Ludwig Knorr, chimico tedesco (Monaco di Baviera, n. 1859 - Jena, † 1921)
- Ludwig Mond, chimico britannico (Kassel, n. 1839 - Londra, † 1909)
- Ludwig Moser, chimico tedesco (Vienna, n. 1879 - Zell am See, † 1930)

## Ciclisti su strada(4)
- Ludwig De Winter, ex ciclista su strada belga (La Louvière, n. 1992)
- Ludwig Geyer, ciclista su strada tedesco (Hambach, n. 1904 - Pirmasens, † 1992)
- Ludwig Hörmann, ciclista su strada e pistard tedesco (Monaco di Baviera, n. 1918 - Monaco di Baviera, † 2001)
- Ludwig Willems, ex ciclista su strada belga (Herentals, n. 1966)

## Compositori(9)
- Ludwig van Beethoven, compositore, pianista e direttore d'orchestra tedesco (Bonn, n. 1770 - Vienna, † 1827)
- Ludwig Deppe, compositore, direttore d'orchestra e pianista tedesco (Alverdissen, n. 1828 - Bad Pyrmont, † 1890)
- Ludwig Göransson, compositore, direttore d'orchestra e produttore discografico svedese (Linköping, n. 1984)
- Ludvig Norman, compositore, pianista e direttore d'orchestra svedese (Stoccolma, n. 1831 - Stoccolma, † 1885)
- Ludwig Rottenberg, compositore e direttore d'orchestra austriaco (Černivci, n. 1865 - Francoforte sul Meno, † 1932)
- Philipp Scharwenka, compositore, pianista e docente tedesco (Szamotuły, n. 1847 - Bad Nauheim, † 1917)
- Ludwig Senfl, compositore svizzero (Basilea, n. 1486 - Monaco di Baviera, † 1543)
- Ludwig Thuille, compositore austriaco (Bolzano, n. 1861 - Monaco di Baviera, † 1907)
- Ludwig Weber, compositore tedesco (Norimberga, n. 1891 - Essen, † 1947)

## Condottieri(1)
- Ludwig Pfyffer, condottiero e politico svizzero (Lucerna, n. 1524 - Lucerna, † 1594)

## Diplomatici(3)
- Ludwig Philipp von Bombelles, diplomatico austriaco (Ratisbona, n. 1780 - Vienna, † 1843)
- Ludwig von Lebzeltern, diplomatico austriaco (Lisbona, n. 1774 - Napoli, † 1854)
- Ludwig von Paar, diplomatico e nobile austriaco (Vienna, n. 1817 - Vienna, † 1893)

## Drammaturghi(3)
- Ludwig Anzengruber, drammaturgo austriaco (Vienna, n. 1839 - † 1899)
- Ludwig Eichrodt, drammaturgo e poeta tedesco (Durlach, n. 1827 - Lahr/Schwarzwald, † 1892)
- Ludwig Fulda, drammaturgo e scrittore tedesco (Francoforte sul Meno, n. 1862 - Berlino, † 1939)

## Economisti(3)
- Lujo Brentano, economista e politico tedesco (Aschaffenburg, n. 1844 - Monaco di Baviera, † 1931)
- Ludwig Lachmann, economista tedesco (Berlino, n. 1906 - Johannesburg, † 1990)
- Ludwig von Mises, economista austriaco (Lemberg, n. 1881 - New York, † 1973)

## Entomologi(2)
- Ludwig Imhoff, entomologo svizzero (Basilea, n. 1801 - Basilea, † 1868)
- Ludwig Redtenbacher, entomologo austriaco (Kirchdorf an der Krems, n. 1814 - Vienna, † 1876)

## Farmacisti(1)
- Ludwig von Comini, farmacista, enologo e agronomo austriaco (Innsbruck, n. 1812 - Bolzano, † 1869)

## Farmacologi(1)
- Ludwig Andreas Buchner, farmacologo tedesco (Monaco di Baviera, n. 1813 - Monaco di Baviera, † 1897)

## Filologi(6)
- Ludwig Deubner, filologo classico e storico tedesco (Riga, n. 1877 - Berlino, † 1946)
- Ludwig Friedländer, filologo classico tedesco (Königsberg, n. 1824 - Strasburgo, † 1909)
- Ludwig Gottfried Blanc, filologo tedesco (Berlino, n. 1781 - Halle, † 1866)
- Ludwig Jeep, filologo classico tedesco (Wolfenbüttel, n. 1846 - Königsberg, † 1911)
- Ludwig Preller, filologo classico e storico tedesco (Amburgo, n. 1809 - † 1861)
- Ludwig Traube, filologo classico, paleografo e latinista tedesco (Berlino, n. 1861 - Monaco di Baviera, † 1907)

## Filosofi(7)
- Ludwig Feuerbach, filosofo e storico delle religioni tedesco (Landshut, n. 1804 - Norimberga, † 1872)
- Ludwig Klages, filosofo tedesco (Hannover, n. 1872 - Kilchberg, † 1956)
- Ludwig Landgrebe, filosofo austriaco (Vienna, n. 1902 - Colonia, † 1991)
- Ludwig Marcuse, filosofo tedesco (Berlino, n. 1894 - Bad Wiessee, † 1971)
- Ludwig Stein, filosofo, sociologo e giornalista ungherese (Erdöbenye, n. 1859 - Salisburgo, † 1930)
- Ludwig Strümpell, filosofo e pedagogista tedesco (Schöppenstedt, n. 1812 - Lipsia, † 1899)
- Ludwig Wittgenstein, filosofo e logico austriaco (Vienna, n. 1889 - Cambridge, † 1951)

## Fisici(5)
- Ludwig Boltzmann, fisico, matematico e filosofo austriaco (Vienna, n. 1844 - Duino, † 1906)
- Ludwig Flamm, fisico austriaco (Vienna, n. 1885 - Vienna, † 1964)
- Ludwig Wilhelm Gilbert, fisico e chimico tedesco (Berlino, n. 1769 - Lipsia, † 1824)
- Ludwig Hopf, fisico tedesco (Norimberga, n. 1884 - Dublino, † 1939)
- Ludwig Lange, fisico tedesco (Gießen, n. 1863 - Weinsberg, † 1936)

## Fisiologi(1)
- Ludwig Julius Budge, fisiologo tedesco (Wetzlar, n. 1811 - Greifswald, † 1888)

## Fotografi(1)
- Ludwig Angerer, fotografo austriaco (Malacky, n. 1827 - Vienna, † 1879)

## Funzionari(1)
- Ludwig Cavriani, funzionario austriaco (Vienna, n. 1739 - † 1799)

## Generali(15)
- Ludwig Beck, generale tedesco (Biebrich, n. 1880 - Berlino, † 1944)
- Ludwig Crüwell, generale tedesco (Dortmund, n. 1892 - Essen, † 1958)
- Ludwig von Falkenhausen, generale tedesco (Guben, n. 1844 - Görlitz, † 1936)
- Leopold von Gerlach, generale prussiano (Berlino, n. 1790 - Potsdam, † 1861)
- Ludwig Goiginger, generale austro-ungarico (Verona, n. 1863 - Neustift, † 1931)
- Ludwig Andreas von Khevenhüller, generale austriaco (Linz, n. 1683 - Vienna, † 1744)
- Ludwig Kübler, generale tedesco (Monaco di Baviera, n. 1889 - Lubiana, † 1947)
- Ludwig Können-Horák, generale austro-ungarico (Vienna, n. 1861 - Vienna, † 1938)
- Ludwig von Pulz, generale austriaco (Uherský Brod, n. 1822 - Mödling, † 1881)
- Ludwig Schanze, generale tedesco (Dillingen an der Donau, n. 1896 - Dillingen an der Donau, † 1977)
- Ludwig von Sztankovics, generale austriaco (Edelény, n. 1805 - Vienna, † 1868)
- Ludwig von der Tann, generale tedesco (Darmstadt, n. 1809 - Merano, † 1881)
- Ludwig von Wallmoden-Gimborn, generale austriaco (Vienna, n. 1769 - Vienna, † 1862)
- Peter Wittgenstein, generale russo (Pereslavl'-Zalesskij, n. 1769 - Lemberg, † 1843)
- Ludwig von Wohlgemuth, generale e politico austriaco (Vienna, n. 1788 - Pest, † 1851)

## Ginecologi(2)
- Ludwig Julius Caspar Mende, ginecologo tedesco (Greifswald, n. 1779 - Gottinga, † 1832)
- Ludwig Piskaçek, ginecologo austriaco (Karcag, n. 1854 - Vienna, † 1932)

## Giuristi(2)
- Ludwig Mitteis, giurista austriaco (Lubiana, n. 1859 - Lipsia, † 1921)
- Ludwig Arndts von Arnesberg, giurista tedesco (Arnsberg, n. 1803 - Vienna, † 1878)

## Illusionisti(1)
- Punx, illusionista e scrittore tedesco (Hartlebury, n. 1907 - Monaco di Baviera, † 1996)

## Illustratori(1)
- Ludwig von Zumbusch, illustratore e disegnatore tedesco (Monaco di Baviera, n. 1861 - Monaco di Baviera, † 1927)

## Imprenditori(3)
- Ludwig Lohner, imprenditore austriaco (Liesing, n. 1858 - Vienna, † 1925)
- Ludwig Roselius, imprenditore tedesco (Brema, n. 1874 - Berlino, † 1943)
- Ludwig Opel, imprenditore e giurista tedesco (Rüsselsheim am Main, n. 1880 - † 1916)

## Ingegneri(3)
- Ludwig Apfelbeck, ingegnere austriaco (Knittelfeld, n. 1903 - Graz, † 1987)
- Ludwig Bertele, ingegnere tedesco (Monaco di Baviera, n. 1900 - Wildhaus, † 1985)
- Ludwig Prandtl, ingegnere e fisico tedesco (Frisinga, n. 1875 - Gottinga, † 1953)

## Inventori(1)
- Ludwig Elsbett, inventore tedesco (Salz, n. 1913 - † 2003)

## Judoka(1)
- Ludwig Paischer, judoka austriaco (Oberndorf bei Salzburg, n. 1981)

## Letterati(1)
- Ludwig von Ficker, letterato e editore austriaco (Monaco di Baviera, n. 1880 - Innsbruck, † 1967)

## Lottatori(1)
- Lou Banach, ex lottatore statunitense (n. 1960)

## Mafiosi(1)
- Ludwig Fainberg, mafioso israeliano (Odessa, n. 1958)

## Matematici(6)
- Ludwig Berwald, matematico tedesco (n. 1883 - † 1942)
- Ludwig Bieberbach, matematico tedesco (Goddelau, n. 1886 - Oberaudorf, † 1982)
- Ludwig Otto Hesse, matematico tedesco (Königsberg, n. 1811 - Monaco di Baviera, † 1882)
- Ludwig Maurer, matematico tedesco (n. 1859 - † 1927)
- Ludwig Schläfli, matematico svizzero (Grasswil, n. 1814 - Berna, † 1895)
- Ludwig Schlesinger, matematico tedesco (Trnava, n. 1864 - Gießen, † 1933)

## Medici(8)
- Rudolph Bergh, medico e zoologo danese (n. 1824 - † 1909)
- Ludwig Heinrich Bojanus, medico e naturalista tedesco (Bouxwiller, n. 1776 - Darmstadt, † 1827)
- Ludwig Briegier, medico e docente tedesco (Glatz, n. 1849 - Berlino, † 1919)
- Ludwig Büchner, medico e filosofo tedesco (Darmstadt, n. 1824 - Darmstadt, † 1899)
- Ludwig Hermann Friedländer, medico, viaggiatore e scrittore tedesco (Königsberg, n. 1790 - Halle, † 1851)
- Albrecht Kossel, medico, chimico e fisiologo tedesco (Rostock, n. 1853 - Heidelberg, † 1927)
- Ludwig Stumpfegger, medico tedesco (Monaco di Baviera, n. 1910 - Berlino, † 1945)
- Ludwig Traube, medico tedesco (Ratibor, n. 1818 - Berlino, † 1876)

## Mercenari(1)
- Ludwig von Flüe, mercenario svizzero (Sachseln, n. 1752 - Sachseln, † 1817)

## Militari(9)
- Ludwig von Benedek, militare ungherese (Sopron, n. 1804 - Graz, † 1881)
- Ludwig Karl Wilhelm von Gablenz, militare e politico austriaco (Jena, n. 1814 - Zurigo, † 1874)
- Ludwig von Gredler, militare austriaco (Vienna, n. 1831 - Bregenz, † 1868)
- Ludwig Hautzmayer, militare e aviatore austro-ungarico (Fürstenfeld, n. 1893 - Croydon, † 1936)
- Ludwig Freiherr von Loenrod, ufficiale tedesco (Monaco di Baviera, n. 1906 - Berlino, † 1944)
- Adolf von Lützow, ufficiale prussiano (Berlino, n. 1782 - Berlino, † 1834)
- Ludwig Meyländer genannt Rogalla von Bieberstein, militare tedesco (Labiau, n. 1873 - Wartenburg, † 1940)
- Ludwig Pfyffer von Altishofen, ufficiale svizzero (Lucerna - Roma, † 1686)
- Ludwig von Kahlen, militare danese (n. 1704 - Lauenburg/Elbe, † 1774)

## Musicisti(2)
- Ludwig Wenzel Lachnith, musicista e compositore boemo (Praga, n. 1746 - Parigi, † 1820)
- Ludwig Landshoff, musicista e direttore d'orchestra tedesco (Stettino, n. 1874 - New York, † 1941)

## Musicologi(3)
- Ludwig Finscher, musicologo tedesco (Kassel, n. 1930 - Wolfenbüttel, † 2020)
- Ludwig von Köchel, musicologo austriaco (Stein, n. 1800 - Vienna, † 1877)
- Ludwig Nohl, musicologo tedesco (Iserlohn, n. 1831 - Heidelberg, † 1885)

## Naturalisti(1)
- Ludwig Karl Schmarda, naturalista austriaco (Olomouc, n. 1819 - Vienna, † 1908)

## Navigatori(1)
- Ludwig Andreas Olsen, marinaio e militare norvegese (Oslo, n. 1845 - † 1886)

## Neurologi(3)
- Ludwig Guttmann, neurologo e dirigente sportivo tedesco (Tost, n. 1899 - Aylesbury, † 1980)
- Ludwig Lichtheim, neurologo e medico tedesco (Breslavia, n. 1845 - Berna, † 1928)
- Ludwig Türck, neurologo austriaco (Vienna, n. 1810 - Vienna, † 1868)

## Nobili(8)
- Ludwig von Arco-Zinneberg, nobile, politico e filantropo tedesco (Monaco di Baviera, n. 1840 - Monaco di Baviera, † 1882)
- Ludwig Joseph von Boos-Waldeck, nobile tedesco (Coblenza, n. 1798 - Aschaffenburg, † 1880)
- Ludwig von Erlichshausen, nobile tedesco (Ellrichshausen, n. 1410 - Königsberg, † 1467)
- Ludwig Hoffmann-Rumerstein, nobile, religioso e avvocato austriaco (Innsbruck, n. 1937 - Innsbruck, † 2022)
- Luigi Aloisio di Hohenlohe-Waldenburg-Bartenstein, nobile e generale tedesco (Bartenstein, n. 1765 - Lunéville, † 1829)
- Ludwig von Sayn-Wittgenstein-Berlenburg, nobile russo (Kaunas, n. 1799 - Cannes, † 1866)
- Luigi Günther di Schwarzburg-Rudolstadt, nobile tedesco (Rudolstadt, n. 1581 - Rudolstadt, † 1646)
- Ludwig von Starhemberg, nobile e diplomatico austriaco (Parigi, n. 1762 - Dürnstein, † 1833)

## Nuotatori(1)
- Ludy Langer, nuotatore statunitense (Los Angeles, n. 1893 - Los Angeles, † 1984)

## Oboisti(1)
- Ludwig August Lebrun, oboista e compositore tedesco (Mannheim - Berlino, † 1790)

## Oculisti(1)
- Ludwig Mauthner, oculista austriaco (Praga, n. 1840 - Vienna, † 1894)

## Orafi(1)
- Ludwig Krug, orafo, incisore e scultore tedesco (Norimberga - Norimberga, † 1532)

## Organisti(1)
- Ludwig Hoffmann, organista e pianista tedesco (Berlino, n. 1925 - Monaco di Baviera, † 1999)

## Orientalisti(1)
- Enno Littmann, orientalista tedesco (Oldenburg, n. 1875 - Tubinga, † 1958)

## Ornitologi(1)
- Ludwig Kumlien, ornitologo statunitense (Sumner, n. 1853 - Milton, † 1902)

## Paleontologi(1)
- Ludwig Glauert, paleontologo australiano (Ecclesall, n. 1879 - Perth, † 1963)

## Pallamanisti(1)
- Ludwig Schuberth, pallamanista austriaco (Vienna, n. 1911 - † 1989)

## Partigiani(1)
- Ludwig Greve, partigiano, scrittore e bibliotecario tedesco (Berlino, n. 1924 - Amrum, † 1991)

## Patologi(2)
- Ludwig Pick, patologo tedesco (Landsberg an der Warthe, n. 1868 - Theresienstadt, † 1944)
- Ludwig Franz Alexander Winther, patologo e oculista tedesco (Offenbach am Main, n. 1812 - Gießen, † 1871)

## Pattinatori artistici su ghiaccio(1)
- Ludwig Wrede, pattinatore artistico su ghiaccio austriaco (n. 1894 - † 1965)

## Pianisti(1)
- Ludwig Stark, pianista, compositore e insegnante tedesco (Monaco di Baviera, n. 1831 - Stoccarda, † 1884)

## Pittori(11)
- Ludwig Abranyi, pittore ungherese (Pest, n. 1849 - † 1901)
- Ludwig Dettmann, pittore tedesco (Adelby, n. 1865 - Berlino, † 1944)
- Ludwig Gebhardt, pittore tedesco (Monaco di Baviera, n. 1830 - Monaco di Baviera, † 1908)
- Ludwig Gschossmann, pittore tedesco (Monaco di Baviera, n. 1913 - Tegernsee, † 1988)
- Ludwig Guttenbrunn, pittore e incisore austriaco (n. 1750 - Francoforte sul Meno, † 1819)
- Ludwig von Hofmann, pittore tedesco (Darmstadt, n. 1861 - Berlino, † 1945)
- Ludwig Karsten, pittore norvegese (Oslo, n. 1876 - Parigi, † 1926)
- Ludwig Meidner, pittore tedesco (Bernstadt an der Weide, n. 1884 - Darmstadt, † 1966)
- Ludwig Refinger, pittore tedesco (Ingolstadt - Monaco di Baviera, † 1548)
- Ludwig Thiersch, pittore tedesco (Monaco di Baviera, n. 1825 - Monaco di Baviera, † 1909)
- Ludwig Valenta, pittore austriaco (n. 1882 - † 1943)

## Poeti(1)
- Ludwig Christoph Heinrich Hölty, poeta tedesco (Mariensee, n. 1748 - Hannover, † 1776)

## Politici(15)
- Ludwig Bamberger, politico e banchiere tedesco (Magonza, n. 1823 - Berlino, † 1899)
- Ludwig Erhard, politico tedesco (Fürth, n. 1897 - Bonn, † 1977)
- Ludwig Fellermaier, politico tedesco (Vienna, n. 1930 - Ravensburg, † 1996)
- Ludwig Fischer, politico e militare tedesco (Kaiserslautern, n. 1905 - Varsavia, † 1947)
- Ludwig Forrer, politico svizzero (Gachnang, n. 1845 - Berna, † 1921)
- Ludwig von Holzgethan, politico e nobile austriaco (Vienna, n. 1800 - Vienna, † 1876)
- Alexander Hoyos, politico austriaco (Fiume, n. 1876 - Schwertberg, † 1937)
- Ludwig Kaas, politico e teologo tedesco (Treviri, n. 1881 - Roma, † 1952)
- Ludwig von Lützow, politico tedesco (Ludwigslust, n. 1793 - Boddin, † 1872)
- Ludwig Karl Konrad Georg von Ompteda, politico tedesco (Wulmstorf, n. 1767 - Celle, † 1854)
- Ludwig Schneider, politico tedesco (Erdhausen, n. 1898 - Lollar, † 1978)
- Ludwig Scotty, politico nauruano (Anabar, n. 1948)
- Ludwig Windthorst, politico tedesco (Ostercappeln, n. 1812 - Berlino, † 1891)
- Hans, Conte von Bülow, politico tedesco (Essenrode, n. 1774 - Bad Landeck, † 1825)
- Ludwig von Moos, politico svizzero (Sachseln, n. 1910 - Berna, † 1990)

## Principi(1)
- Ludwig Carl von Hohenlohe-Waldenburg-Bartenstein, principe e mecenate tedesco (Siegen, n. 1731 - Kleinheubach, † 1799)

## Progettisti(1)
- Ludwig Fréderic Teichfuss, progettista italiano (Lucerna, n. 1884 - Pavullo nel Frignano, † 1966)

## Psichiatri(3)
- Ludwig Binswanger, psichiatra, psicologo e filosofo svizzero (Kreuzlingen, n. 1881 - Kreuzlingen, † 1966)
- Ludwig Binswanger, psichiatra svizzero (Osterberg, n. 1820 - Kreuzlingen, † 1880)
- Ludwig Meyer, psichiatra tedesco (Bielefeld, n. 1827 - Gottinga, † 1900)

## Psicologi(1)
- William Stern, psicologo e filosofo tedesco (Berlino, n. 1871 - Durham, † 1938)

## Rabbini(1)
- Ludwig Lichtschein, rabbino ungherese (Komárno - † 1886)

## Registi(1)
- Ludwig Berger, regista, sceneggiatore e attore tedesco (Magonza, n. 1892 - Schlangenbad, † 1969)

## Scacchisti(2)
- Ludwig Bledow, scacchista tedesco (Berlino, n. 1795 - † 1846)
- Ludwig Rellstab, scacchista tedesco (Schöneberg, n. 1904 - Wedel, † 1983)

## Sciatori alpini(3)
- Ludwig Cassman, ex sciatore alpino svedese (n. 1995)
- Ludwig Leitner, sciatore alpino austriaco (Mittelberg, n. 1940 - Mittelberg, † 2013)
- Ludwig Sprenger, sciatore alpino italiano (n. 1971 - Malles Venosta, † 2019)

## Scrittori(9)
- Ludwig Bechstein, scrittore tedesco (Weimar, n. 1801 - Meiningen, † 1860)
- Ludwig Bemelmans, scrittore e pittore tedesco (Merano, n. 1898 - New York, † 1962)
- Ludwig Bäte, scrittore, poeta e traduttore tedesco (Osnabrück, n. 1892 - Osnabrück, † 1977)
- Ludwig Ganghofer, scrittore, drammaturgo e editore tedesco (Kaufbeuren, n. 1855 - Tegernsee, † 1920)
- Ludwig Hohl, scrittore svizzero (Netstal, n. 1904 - Ginevra, † 1980)
- Ludwig Lewisohn, scrittore, critico letterario e sociologo statunitense (Berlino - Miami Beach, † 1955)
- Ludwig Renn, scrittore tedesco (Dresda, n. 1889 - Berlino Est, † 1979)
- Ludwig Thoma, scrittore, pubblicista e editore tedesco (Oberammergau, n. 1867 - Rottach-Egern, † 1921)
- Ludwig Zehetner, scrittore e educatore tedesco (Frisinga, n. 1939)

## Scultori(2)
- Ludwig Moroder, scultore italiano (Ortisei, n. 1879 - Ortisei, † 1953)
- Ludwig Münstermann, scultore tedesco (Amburgo - † 1639)

## Siepisti(1)
- Ludwig Müller, siepista e mezzofondista tedesco (Wesel, n. 1932 - Kassel, † 2022)

## Slittinisti(1)
- Ludwig Rieder, slittinista italiano (Bressanone, n. 1991)

## Sociologi(1)
- Ludwig Gumplowicz, sociologo polacco (Cracovia, n. 1838 - Graz, † 1909)

## Sovrani(1)
- Ludovico II di Baviera, re tedesco (Monaco di Baviera, n. 1845 - Lago di Starnberg, † 1886)

## Storici(9)
- Ludwig Eid, storico tedesco (Obermoschel, n. 1865 - Monaco di Baviera, † 1936)
- Ludwig Geiger, storico tedesco (Breslavia, n. 1848 - † 1919)
- Ludo Moritz Hartmann, storico, politico e diplomatista austriaco (Stoccarda, n. 1865 - Vienna, † 1924)
- Ludwig von Pastor, storico e diplomatico tedesco (Aquisgrana, n. 1854 - Innsbruck, † 1928)
- Ludwig Quidde, storico e politico tedesco (Brema, n. 1858 - Ginevra, † 1941)
- Ludwig Riess, storico e educatore tedesco (Wałcz, n. 1861 - Springfield, † 1928)
- Ludwig Schirmeyer, storico tedesco (Osnabrück, n. 1876 - Osnabrück, † 1960)
- Ludwig Schmidt, storico tedesco (Dresda, n. 1862 - Dresda, † 1944)
- Ludwig Schmitz-Kallenberg, storico, archivista e diplomatista tedesco (Rheydt, n. 1867 - Münster, † 1937)

## Storici dell'arte(1)
- Ludwig von Baldass, storico dell'arte, insegnante e scrittore austriaco (Vienna, n. 1887 - Vienna, † 1963)

## Tenori(3)
- Ludwig van Beethoven, tenore tedesco (Malines, n. 1712 - Bonn, † 1773)
- Ludwig Schnorr von Carolsfeld, tenore tedesco (Monaco di Baviera, n. 1836 - Dresda, † 1865)
- Ludwig Suthaus, tenore tedesco (Colonia, n. 1906 - Berlino, † 1971)

## Teologi(3)
- Ludwig Diestel, teologo tedesco (Königsberg, n. 1825 - Tubinga, † 1879)
- Ludwig Lavater, teologo svizzero (Kyburg, n. 1527 - Zurigo, † 1586)
- Ludwig Weimer, teologo tedesco (Eichenbühl, n. 1940)

## Vescovi cattolici(3)
- Ludwig Joseph von Welden, vescovo cattolico tedesco (Hochaltingen, n. 1727 - Frisinga, † 1788)
- Ludwig Schwarz, vescovo cattolico austriaco (Most pri Bratislave, n. 1940)
- Ludwig Sebastian, vescovo cattolico tedesco (Frankenstein, n. 1862 - Spira, † 1943)

## Violinisti(1)
- Ludwig Abel, violinista, compositore e direttore d'orchestra tedesco (Eckartsberga, n. 1835 - Pasing, † 1895)

## Zoologi(1)
- Lutz Heck, zoologo e biologo tedesco (Berlino, n. 1892 - Wiesbaden, † 1983)

## Senza attività specificata(1)
- Ludwig von Liebenzell, cavaliere medievale tedesco